# نهائي كأس إسكتلندا 1984
نهائي كأس اسكتلندا 1984 هي المباراة النهائية من منافسة كأس اسكتلندا 1983–84، أقيمت المباراة في 19 مايو 1984، في هامبدن بارك، بين فريقي نادي أبردين، ونادي سلتيك، وفاز فيها نادي أبردين، بعد أن هزم نادي سلتيك، بنتيجة 2 - 1، وكان حكم المباراة بوب فالنتاين، وحضر المباراة 58900 شخصاً.

## تفاصيل المباراة
لعبت المباراة النهائية في 19 مايو 1984.
| نادي أبردين | 2 -1 | نادي سلتيك |
| ----------- | ---- | ---------- |
|             |      |            |